# 香滿樓酒家
香滿樓酒家位於朝鮮平壤直轄市光復大街的中菜酒家。於1989年開幕，招牌菜式有炸醬麵、餃子、廣式點心等。2009年重新裝修。

## 建築特點
由半圓型及矩形之雙層建築組成，表面貼有棕色瓷磚及淡黃色瓷磚，晚上燃點明亮的燈飾。
螺旋形樓梯、掛有大型吊燈，走廊地板鋪有人造雲石，貴賓廂房的牆壁貼有玻璃磚。